# Ferrocarril del Monte
El Ferrocarril del Monte (vulgarmente conocido como Tren del Monte o Elevador del Monte) fue una ferrovia de vía única en cremallera que unía Pombal, en Funchal, con Terreiro da Luta, en el Monte (Madeira, Portugal), con una extensión de 3,911 km.

## Historia

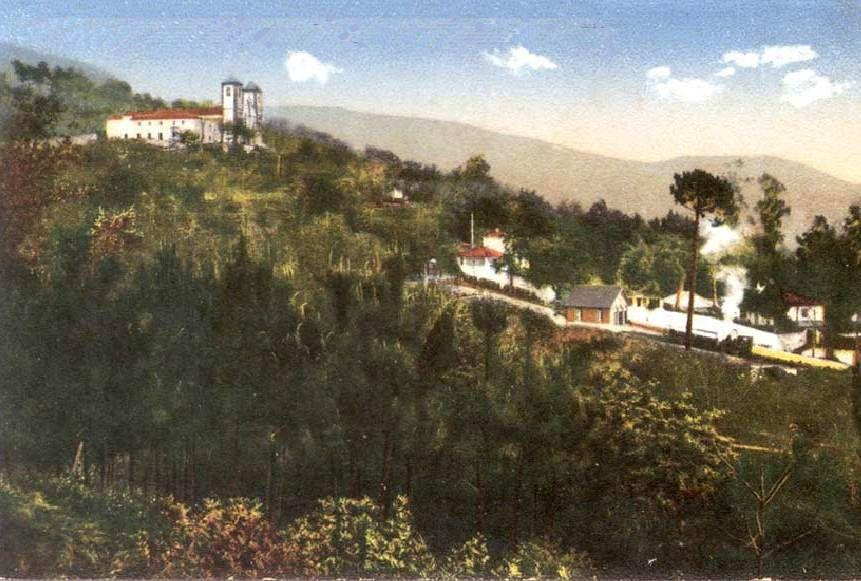
Estación del Monte.

### Proyecto y construcción
Los estudios para el Ferrocarril del Monte fueron hechos en 1886, por el ingeniero Raul Mesnier Ponsard. La idea para la construcción de un elevador o ferrocarril procedió de António Joaquim Marques, que obtuvo el consentimiento de la Cámara Municipal de Funchal el 17 de febrero de 1887.
Vencidas algunas dificultades para reunir el capital para la formación de la Compañía del Ferrocarril del Monte, las obras se comenzaron el 13 de agosto de 1891 y el primer tramo, entre el Pombal y a Llevada de Santa Luzia, fue inaugurado  el 16 de  julio de 1893.
El 5 de agosto de 1894 el tren llega a Atalhinho en la parroquias del Monte, situado a 577 metros de altitud. Es en esta fase que entra en funcionamiento a locomotora a vapor, importada de la Alemania.
El 12 de julio de 1910, la Compañía del Ferrocarril del Monte, en asamblea general, decidió prolongar el tren hasta Terreiro da Luta. La pretensión fue aprobada por la Cámara Municipal de Funchal el 4 de agosto de ese año.
A principios de 1903, se hizo patente que algunas de las locomotoras se encontraban en mal estado de funcionamiento, por lo fue ordenado a la Compañía que siguiese algunas medidas de seguridad, con el fin de garantizar la seguridad pública. En ese momento, la Compañía poseía tres locomotoras, una de ellas nueva, mientras que las otras ya eran antiguas y habían sufrido por un proceso de reparación. En la Calle del Pombal se situaba la estación principal y los escritorios de la compañía.

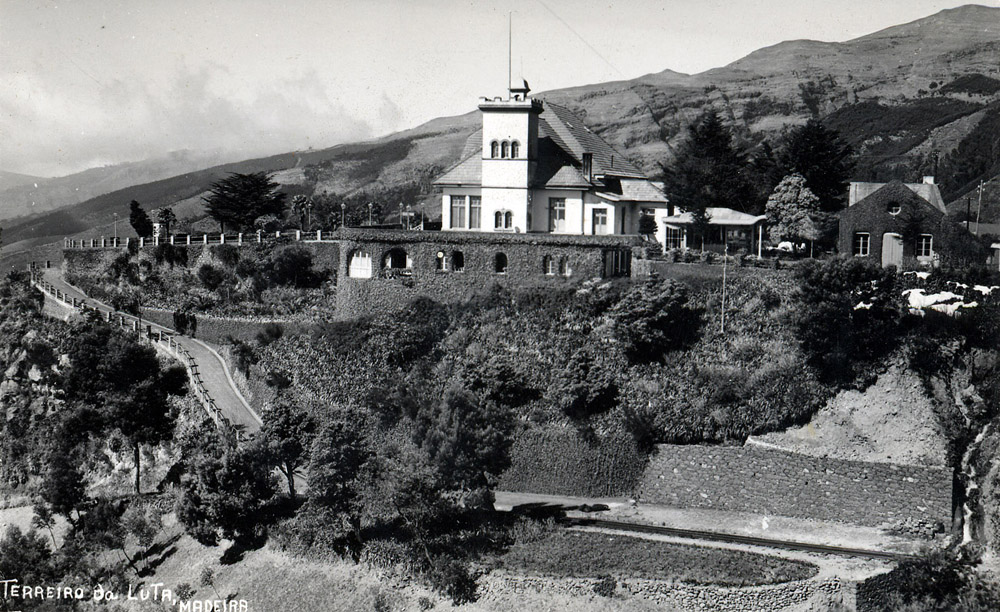
Estación-Restaurante de Terreiro da Luta.

El 24 de julio de 1912 el tren llega finalmente a Terreiro da Luta, a 850 metros de altitud, contando, en total, con una extensión de 3,911 metros y las siguientes paradas: Pombal, Levada de Santa Luzia, Livramento, Quinta Sant’Ana (Sant’Ana), Flamengo, Confeitaria, Atalhinho (Monte), Avenida da Fonte, y Terreiro da Luta. En la misma fecha, se inaugura en la estación de Tereiro da Luta el Chalet Restaurante-Esplanade, un restaurante panorámico que era explotado por la propia Compañía del Ferrocarril del Monte, con capacidad para 400 clientes y calificados a la vez del mejor nivel internacional.

### Fases de la construcción
| Entre las Estaciones                      | Extensión | Inauguración                    |
| ----------------------------------------- | --------- | ------------------------------- |
| Pombal - Levada de Santa Luzia            | 1000 m    | 16 de julio de 1893ÓBREGA</ref> |
| Levada de Santa Luzia - Atalhinho (Monte) | 1500 m    | 5 de agosto de 1894             |
| Atalhinho (Monte) - Terreiro de la Lucha  | 1411 m    | 24 de julio de 1912             |

### Declive

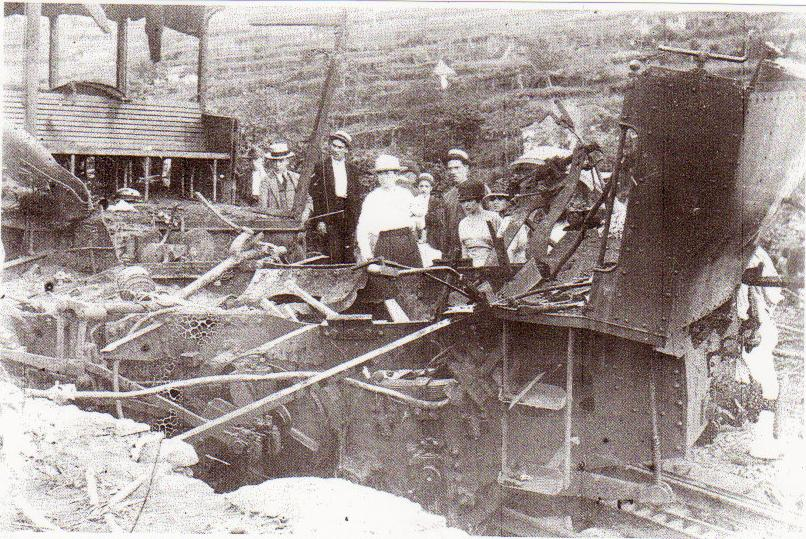
Restos del tren después de la explosión de 1919.

El 10 de septiembre de 1919 se produjo una explosión en la caldera de una locomotora, cuando el tren subía en dirección al Monte. Este accidente provocó cuatro muertos y varios heridos, del total de 56 pasajeros a bordo. Debido a este desastre, las viajes fueron suspendidos hasta el 1 de febrero de 1920. El 11 de enero de 1932, tuvo lugar un nuevo desastre, esta vez por descarrilamiento. A partir de entonces, turistas y habitantes le dieron la espalda al ferrocarril, considerándolo demasiado peligroso. Ligando este hecho a la II Guerra Mundial, que también comenzó entonces, que reafirmó la falta de turistas en Madeira y la compañía del camino ferrocarril entró en crisis; el último viaje del tren tuvo lugar en abril de 1943 y posteriormente la línea fue desmantelada. Parte del material resultante del desmantelamiento, en especial las traviesas, fueron recicladas y parte fue utilizado en la reparación del Elevador del Bom Jesus, en Braga.

## Características y explotación

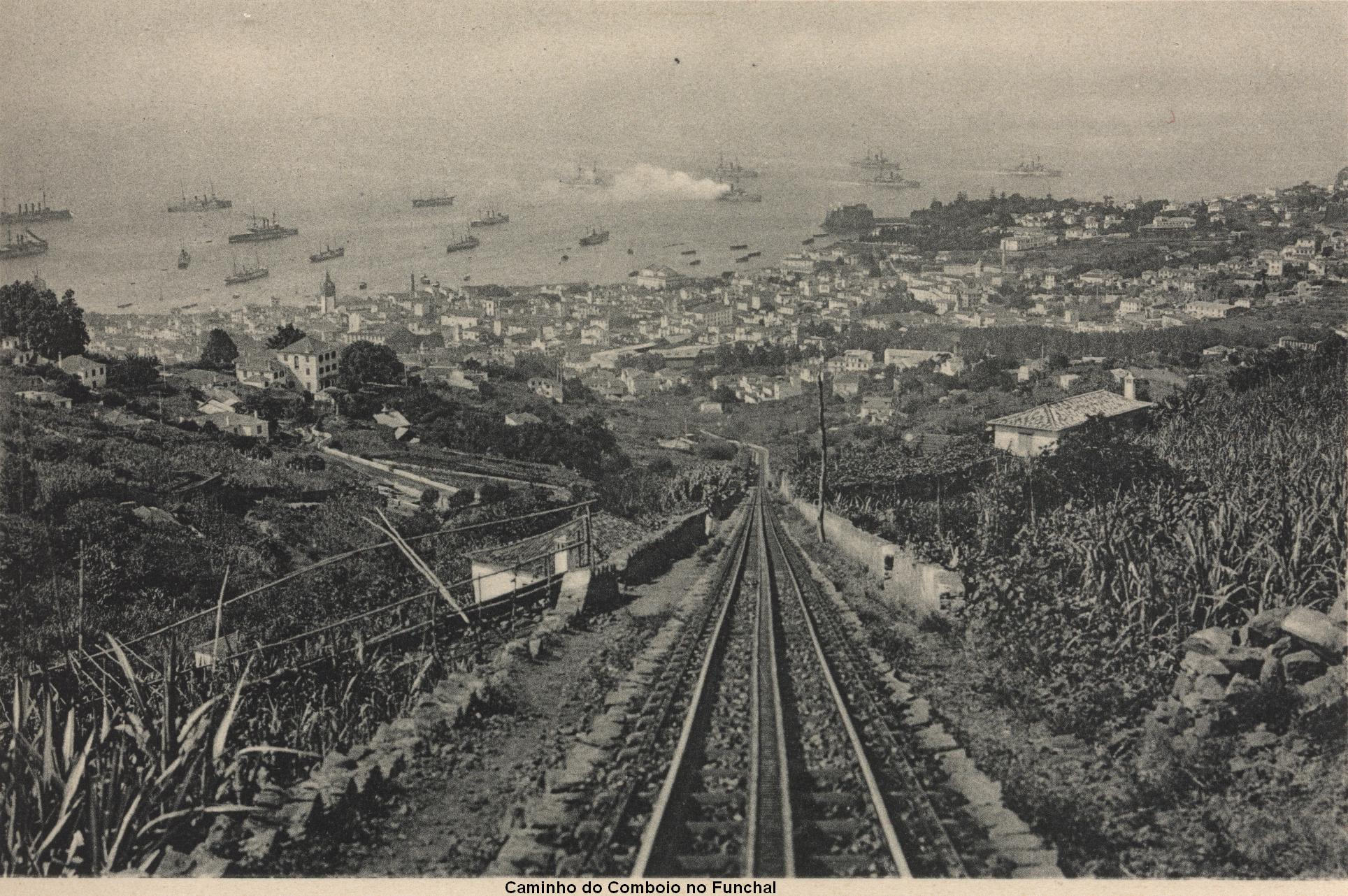
Funchal visto desde el camino del ferrocarril, pudiendo observarse la vía férrea de cremallera.

### Características técnicas
El Ferrocarril del Monte era una vía férrea de cremallera (sistema Riggenbach). Estaba construido en vía única de ancho métrico, excepto en las estaciones de Livramento y del Monte, donde había un desvío para permitir el cruce de trenes. Las composiciones estaban formadas por un único vagón, que era traccionado (en sentido ascendente) o frenado (en el descendente) por una locomotora; el peso del vagón mantenía el contacto con la locomotora.

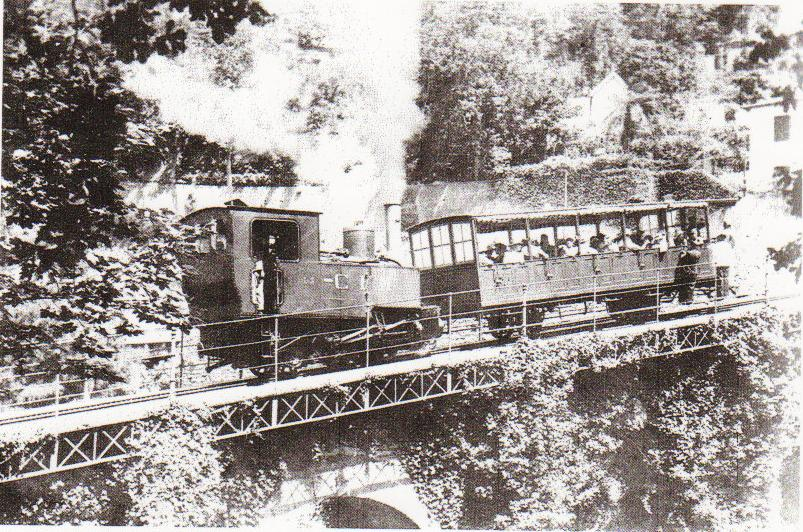
Locomotora y vagón cerca de la Avenida da Fonte, Monte.

### Material circulante
La compañía poseía cinco locomotoras (cuatro construidas por Maschinen-Fabrick Esslingen y una por SLM Winterthur) y cinco vagones de pasajeros (con capacidad para 60 personas). Existían, también, algunos pequeños vagones (bajos) para transporte de grandes cantidades de equipajes.

## Actualidad
En octubre de 2003 la Cámara Municipal de Funchal publicó un concurso público internacional para la reconstrucción del Ferrocarril del Monte — una «recuperación patrimonial», de acuerdo con el presidente de la institución. El cuaderno de encargos, que consignaba un derecho de explotación de 50 años, implicaba un tramo en funicular entre la Avenida do Monte y el Terreiro da Luta, y una conexión por «tren de animación turística desde ahí hasta la avenida das Babosas (lugar de llegada del Teleférico del Monte), bien como la recuperación, con materiales de la época, de edificios de apoyo.
Está siendo implementado, actualmente, un proyecto para la recuperación y reactivación de este servicio, en una empresa conjunta de la Cámara Municipal de Funchal y de la empresa Teleféricos de Madeira. El proyecto contempla la construcción de un ferrocarril del tipo funicular entre las antiguas estaciones de Terreiro da Luta y del Monte, siguiendo el antiguo trazado de la línea. No se prevé, no obstante, la reconstrucción del servicio hasta el centro de Funchal. Este proyecto está suspendido por dificultades de financiación ante la coyuntura económica actual, no previéndose una fecha para su concreción.

## Galería

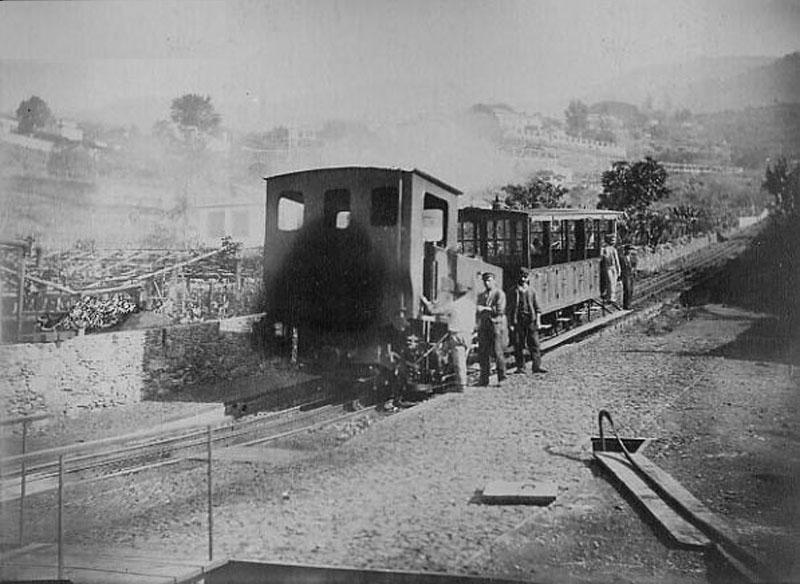
Salidas de la Estación del Pombal.
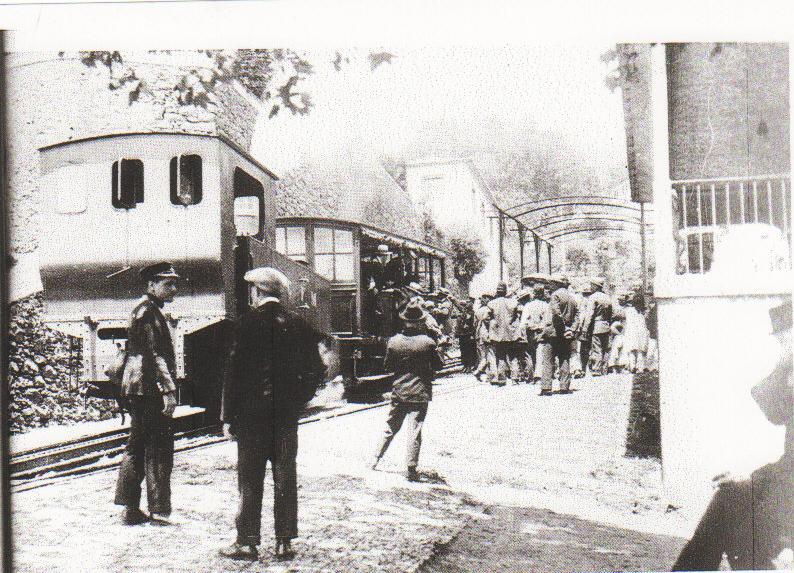
Instantánea de pasajeros, cerca de Funchal.
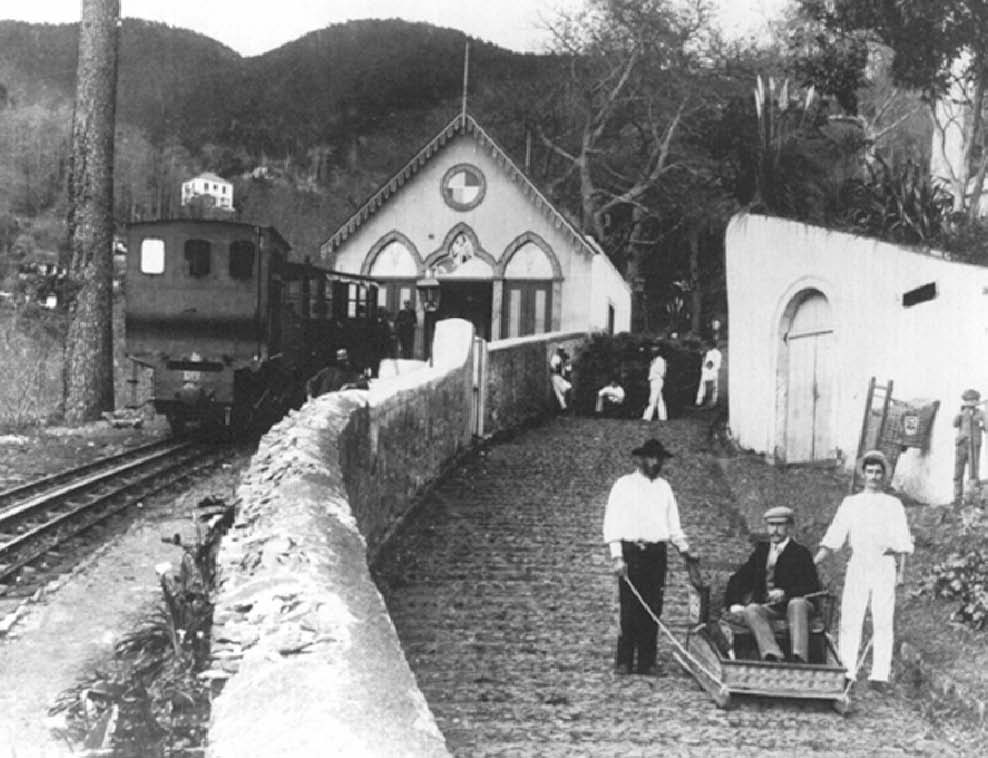
Estación cerca del Hotel Monte Palace.
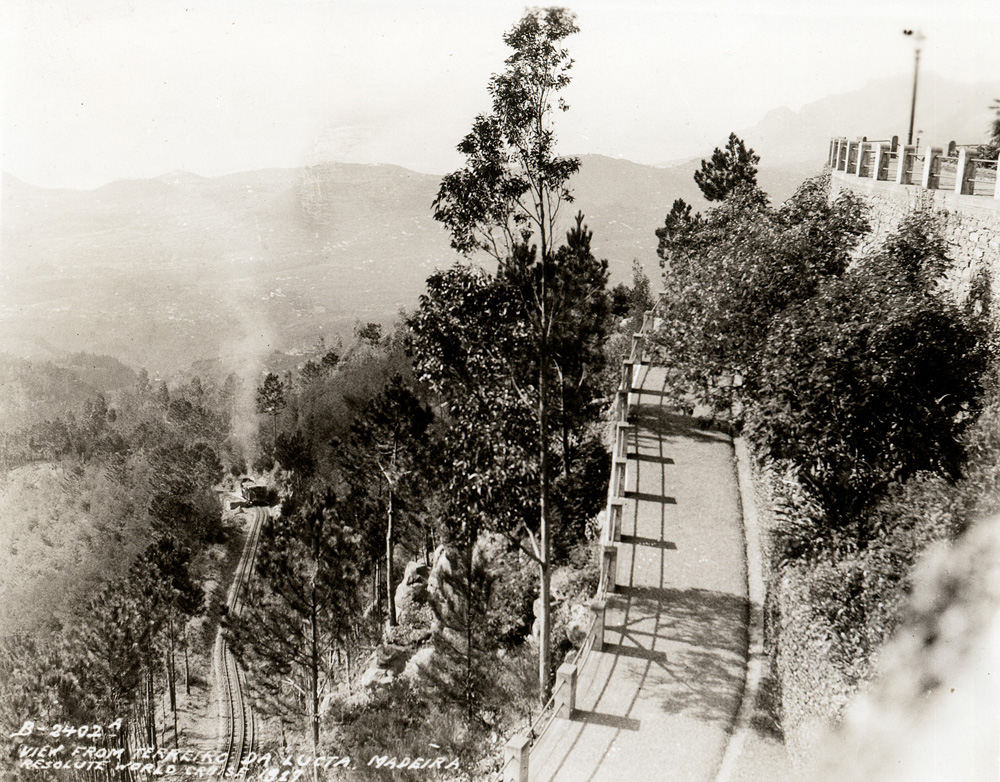
Llegada a Terreiro da Luta.
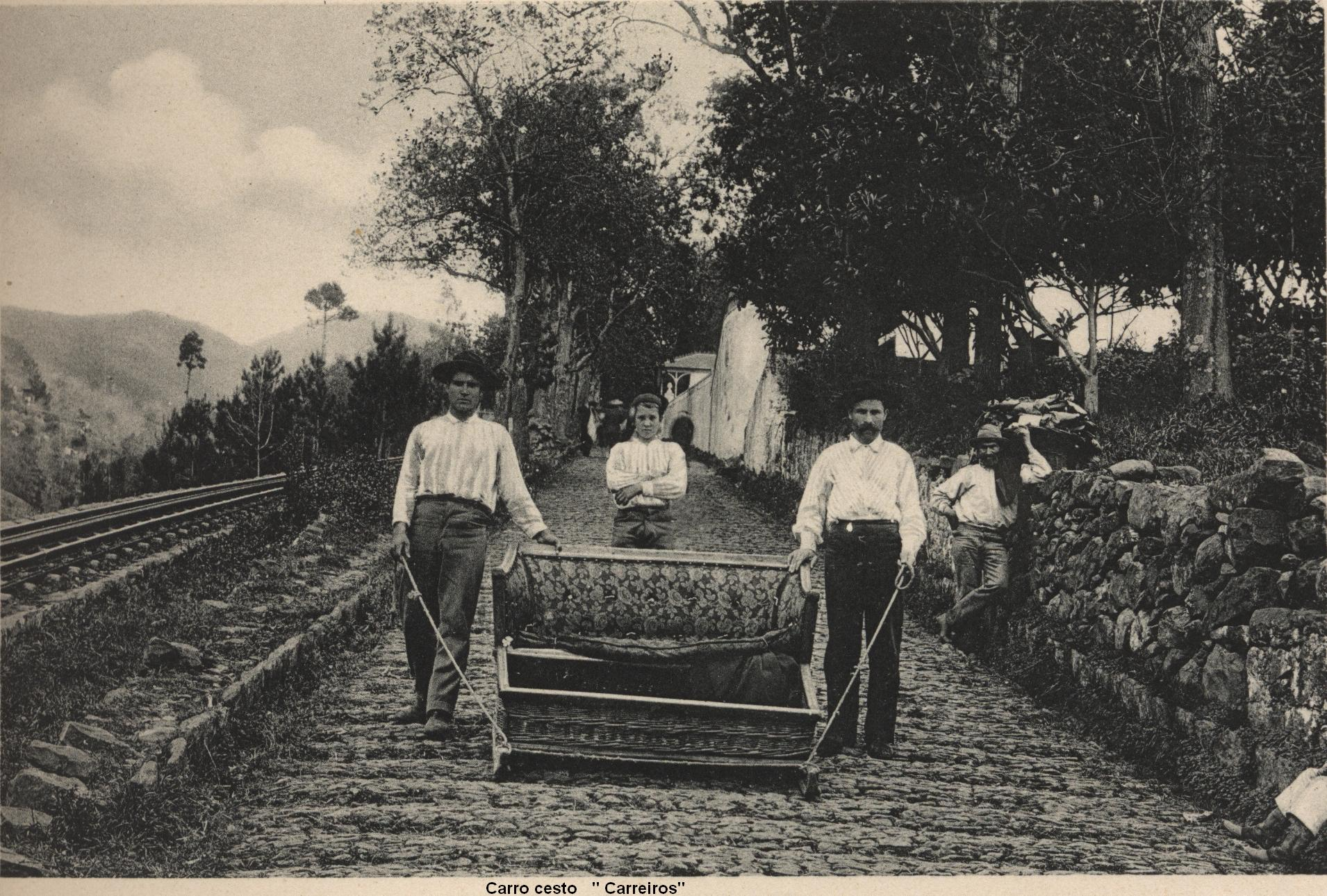
Descenso de los carros de cesto, paralela a la línea del comboi.
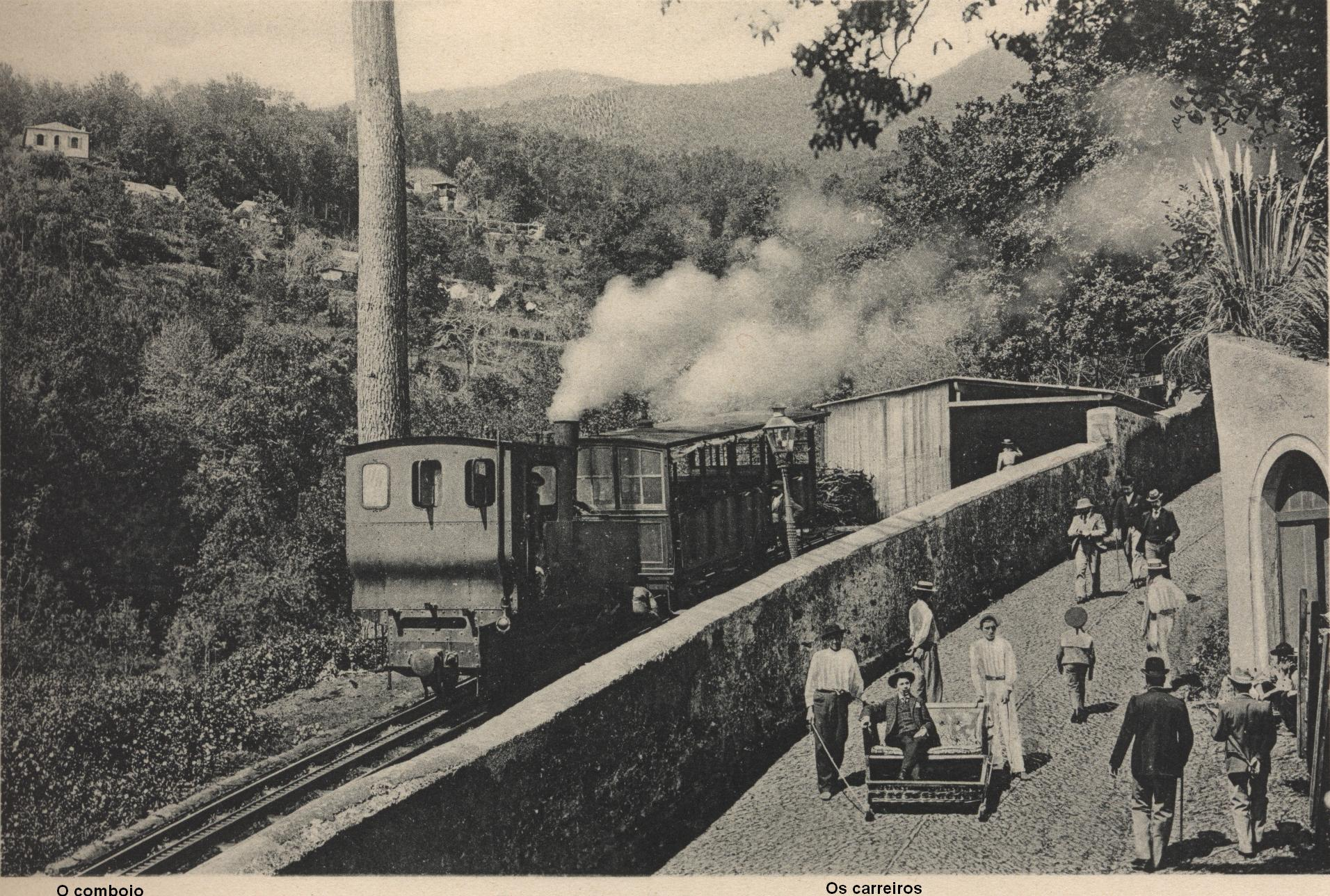
Descenso de los carros de cesto, paralela a la línea del comboi.
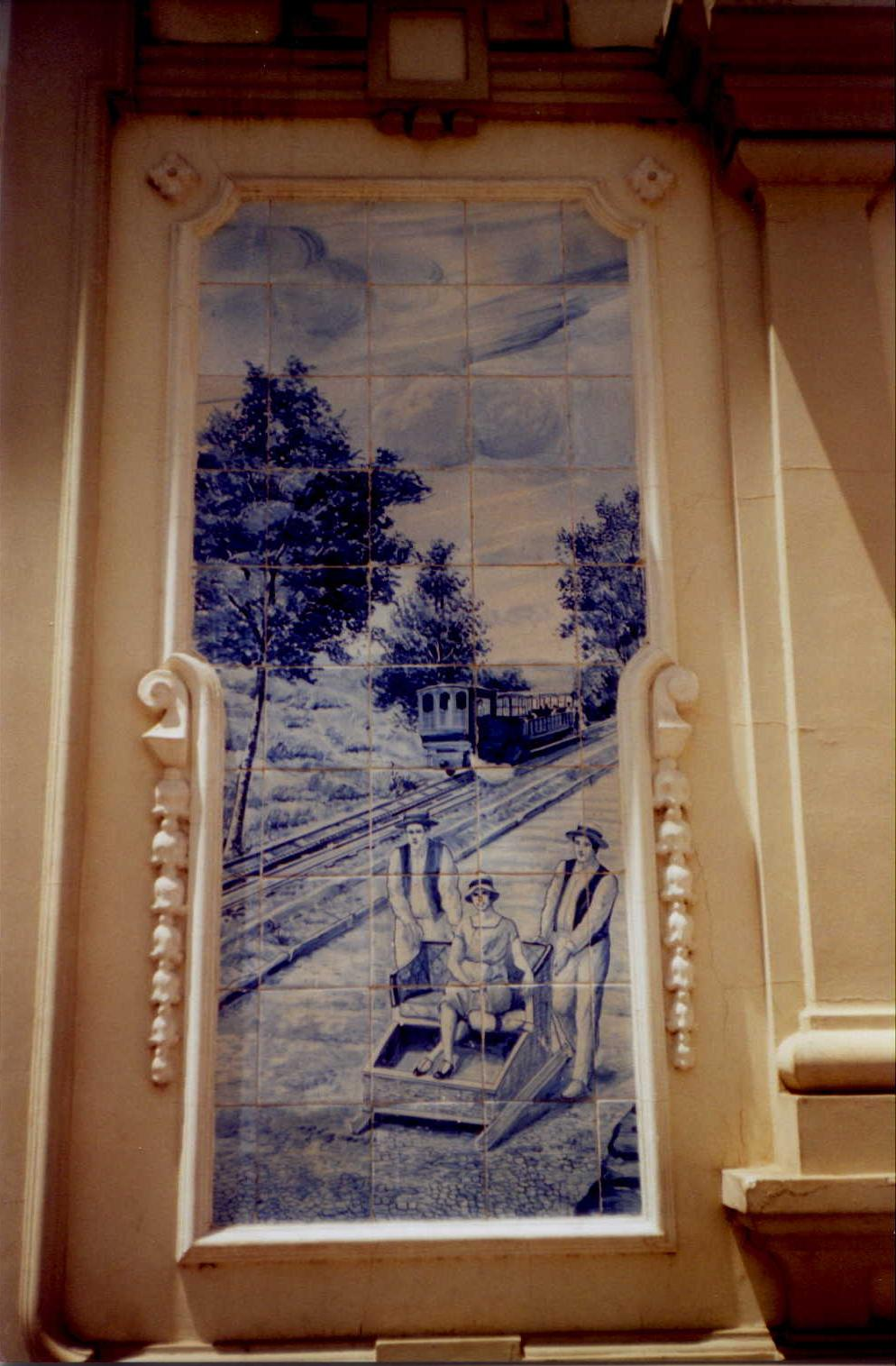
Panel de azulejos del antiguo Café Ritz, representando el tren y un carro de cesto.